# Югра (телерадиокомпания)
Телерадиокомпания «Югра» — вещательная организация Ханты-мансийского автономного округа — Югры. Действует в форме автономного учреждения. В состав входит телеканал «Югра», радиостанция «Югра» и кинокомпания «Югра-фильм». Телеканал «Югра» признавался Национальной ассоциацией телерадиовещателей России «Лучшей телекомпанией года» (в 2002, 2004 и 2007 годах). Теле- и радиопрограммы компании получали десятки наград различных телевизионных фестивалей и профессиональных форумов. Является сетевым партнером телеканала ОТР.

## История
В 1998 году телеканал «Югра» впервые вышел в эфир.
В 1999 году появилась собственная информационная программа «Новости».
С 1 февраля 1999 году появилась собственная окружная радиостанция "Югра"
В 2000 году телеканал «Югра» осуществил первую трансляцию финала Кубка Мира по биатлону на Евровидении[уточнить]. В этот же период ОТРК «Югра» была производителем некоторых передач, транслировавшихся на канале ТВ-6: («Театральный понедельник», «Fresh», Чемпионат мира по биатлону среди юниоров).
В 2001 году телеканал «Югра» получил премию ТЭФИ в номинации «Телевизионный дизайн».
В 2002 году телеканал «Югра» признан Национальной ассоциацией телерадиовещателей «Лучшей телекомпанией года».
В 2003 году в эфире телеканала «Югра» прошёл первый молодёжный телемост Ханты-Мансийск — Санкт-Петербург.
В 2004 году аудитория телеканала «Югра» — 3 миллиона зрителей.
В 2005 году телеканал «Югра» являлся официальным бродкастером Чемпионата России по сноуборду.
В 2006 году телеканал «Югра» начал вещание в Тюмени.
В 2007 году телеканал «Югра» начал вещание в тестовом режиме в стандарте DVB-T в формате MPEG-4.
В 2008 году телеканал «Югра» отметил свой десятилетний юбилей.
В 2012 году телеканал «Югра» учреждает ежегодную телевизионную премию «Крылья надежды».
В 2016 году открылся корпункт в Нижневартовске, который возглавил Алексей Шабанов, экс-журналист медиахолдинга «Югра Медиа Групп» г. Нижневартовска.
Решением Федеральной конкурсной комиссии по телерадиовещанию от 8 февраля 2017 года телеканал «Югра» выбран обязательным общедоступным региональным телеканалом («21-я кнопка») Ханты-Мансийского автономного округа — Югры.
С 2019 года программы ТРК «Югра» в рамках врезок «Общественного телевидения России» (9-й канал первого мультиплекса) вещают ежедневно с 06:00 до 09:00 и с 17:00 до 19:00.

## Вещание

### Информационно-развлекательные программы
Визитной карточкой ТРК «Югра» можно назвать утреннюю информационно-развлекательную программу «С 7 до 10». В процессе непринужденного общения двое ведущих рассказывают зрителям о текущих событиях, интересных фактах по какой-либо теме, предлагают различные конкурсы и викторины, знакомят с примечательными личностями, принимают звонки в прямом эфире и прочее. Между гостевыми и новостными блоками в эфир выходят развлекательные сюжеты, опросы, советы, познавательные материалы и так далее.

Среди информационных телепередач канала следует отметить: обозревательную программу «КриК» («Криминальный курьер»), ток-шоу «Выход есть», общеинформирующую программу «День», ток-шоу «Дайте слово» и новостную службу канала («Новости» и «Свои новости»).

Меньше развлекательных программ, в основном предназначенных для молодёжной аудитории (среди них телеигра «Говорун-Шоу», скетч-шоу «Зачёт», подростковая программа «Горячий возраст»).

### Детские программы
Одной из самых узнаваемых детских программ на телеканале является программа «Трое, не считая кота». Трое ведущих в легкой игровой форме общаются с молодыми зрителями, рассказывают множество интересных и познавательных вещей, приглашают в студию талантливых ребят, отвечают на вопросы зрителей и сами задают вопросы и так далее. Главная «фишка» программы — конкурс «Сосчитай котов»: в течение всего эфирного времени на экране периодически появляется изображение кота, зрителям нужно посчитать, сколько всего было таких изображений. Назвавший в конце программы правильный ответ зритель получает приз.

## Собственники и руководство
- Директор — Алексей Сергеевич Елизаров
- Креативный продюсер — Любовь Госниц
- Технический директор — Дмитрий Лампига
- Главный инженер — Владимир Борисов
- Главный режиссёр — Ирина Голикова

## Музыкальные оформители
- Олег Литвишко